# Bacchisa humeralis
Bacchisa humeralis là một loài bọ cánh cứng trong họ Cerambycidae.